# Restoration LEVEL→3
『restoration LEVEL→3』（レストレーション・レベルスリー）は、1997年2月21日にリリースされたT.M.Revolutionの2枚目のアルバム。発売元はアンティノスレコード。

## 概要
- 累計売上は36.9万枚を記録、初のトップ10入りを果たす[1]。また、48週に渡ってチャートイン。シングル・アルバムを通じて、最もロングセラーとなった。
- 『維新レベル→3』とも呼ばれる。この“レベル”とは、後発のシングル「LEVEL 4」と共に、ウイルスの危険度を示すバイオセーフティーレベルに準えたもので、2番目に危険な“3”を付ける事で「最高潮の一歩手前」を意図している。西川は前作『MAKES REVOLUTION』がLEVEL.1、夏の全国ツアーがLEVEL.2という段階の次という認識をしている。"LEVEL→3"の"→"には前進する、みんなで同じ方向を向いているという意味があると語っている。
- 初回版は三方背BOX仕様。ブックレットにはロゴや模様が付いた透明のフィルムが付属。
- 「Tomorrow Meets Resistance」は、元々浅倉大介がプロデュースしていた雛形あきこ向けに作った曲を作り直した作品。各単語の最初の文字を並べると「TMR」になり、以降のオリジナル・アルバムではこの「TMR」シリーズの曲が収録されるのが定番となっている。
- 「DYNAMITE PASSION」は、西川の初作詞曲。西川はLuis-Mary時代には多くの曲で作詞をしていたが、T.M.R.での詞はなかなか採用されず、開き直って書いたのが本作であったという（浅倉大介『DAISUKE的にOK!?』）。
- 「とめどなさそうなボクら 〜BEDLESS NIGHT SLIDER〜」のサブタイトルは、浅倉のユニットIcemanの2ndシングル「BREATHLESS NIGHT SLIDER」のパロディ。また、この時お蔵入りとなった詞違いの楽曲が「あなどりがたきボクら」として、4thアルバム『The Force』に収録された。
- 「IMITATION CRIME」は、デビュー前から完成していた楽曲で、「独裁 -monopolize-」が完成するまではデビューシングル候補にもなっていた。

## 収録曲
| 全作詞: 井上秋緒（※特記以外）、全作曲・編曲: 浅倉大介。 |                                                          |                        |            |                          |      |
| #                                                       | タイトル                                                 | 作詞                   | 作曲・編曲 | 出版社                   | 時間 |
| 1.                                                      | 「restoration LEVEL→3」                                  | 井上秋緒 （※特記以外） | 浅倉大介   | ダーウィン               | 1:17 |
| 2.                                                      | 「HEART OF SWORD 〜夜明け前〜 ESPECIAL "MATT" Mix」      | 井上秋緒 （※特記以外） | 浅倉大介   | フジパシフィック音楽出版 | 5:55 |
| 3.                                                      | 「Tomorrow Meets Resistance」                            | 井上秋緒 （※特記以外） | 浅倉大介   | ダーウィン               | 5:02 |
| 4.                                                      | 「DYNAMITE PASSION」(※作詞: 西川貴教)                    | 井上秋緒 （※特記以外） | 浅倉大介   | ダーウィン               | 5:40 |
| 5.                                                      | 「翳り」                                                 | 井上秋緒 （※特記以外） | 浅倉大介   | ダーウィン               | 5:39 |
| 6.                                                      | 「とめどなさそうなボクら 〜BEDLESS NIGHT SLIDER〜」      | 井上秋緒 （※特記以外） | 浅倉大介   | ダーウィン               | 2:40 |
| 7.                                                      | 「IMITATION CRIME」                                      | 井上秋緒 （※特記以外） | 浅倉大介   | フジパシフィック音楽出版 | 4:35 |
| 8.                                                      | 「SHAKIN' LOVE'97 〜LIVE REVOLUTION〜」(※作詞: 麻倉真琴) | 井上秋緒 （※特記以外） | 浅倉大介   | ダーウィン               | 6:09 |
| 9.                                                      | 「HEART OF SWORD 〜夜明け前〜」                          | 井上秋緒 （※特記以外） | 浅倉大介   | フジパシフィック音楽出版 | 4:06 |
| 合計時間:                                               | 合計時間:                                                | 合計時間:              | 41:03      |                          |      |

## 参加ミュージシャン・スタッフ
- トータル・プロデューサー：浅倉大介
- ミュージシャン：葛城哲哉、柴田尚、白須衛治
- レコーディング・エンジニア：松本靖雄、MOTONARI SASAKI、MASASHI GOTO
- ミキシング・エンジニア：松本靖雄
- マスタリング・エンジニア：田中三一
- ディレクター：安部裕子